# Johann Christian Hallmann
Johann Christian Hallmann est un poète allemand de l'époque baroque né en 1640 en Silésie et mort en 1704 à Vienne.

## Biographie
Hallmann poursuit ses études de 1647 à 1661 au lycée Sainte-Marie-Madeleine de Breslau d'où sont issus nombre de poètes allemands de Silésie. C'est ici qu'il compose et joue ses premiers drames sur scène. Il s'inscrit à l'université d'Iéna en 1662, où il étudie le droit, particulièrement le droit public, jusqu'en 1665. Il retourne ensuite à Breslau, où il se consacre à la poésie et au théâtre. Ses pièces rencontrent un grand succès. Il compose dix-huit pièces, mais il vit ses dernières années dans un semi-oubli.
Après s'être converti au catholicisme, il meurt à Vienne dans la pauvreté.

## Drames
- Mariamne
- Sophia
- Liberata

## Source
- (de) Cet article est partiellement ou en totalité issu de l’article de Wikipédia en allemand intitulé « Johann Christian Hallmann » (voir la liste des auteurs).